# 葛木ヒヨン
葛木 ヒヨン（かつらぎ ひよん）は、日本の漫画家、イラストレーター。奈良県在住。

## 作品リスト

### 連載
- 機動戦士ガンダムAGE First Evolution（『ガンダムエース』2011年12月号 - 2012年10月号）
- 機動戦士ガンダム U.C.0094 アクロス・ザ・スカイ（『ガンダムエース』2013年1月号 - 2014年11月号）
- 機動戦士ガンダムUC 虹にのれなかった男（『ニュータイプエース』2013年Vol.18 - Vol.23）
- 機動戦士ガンダム U.C.0096 ラスト・サン（『ガンダムエース』2015年2月号 - 2017年8月号）
- 機動戦士ガンダム ヴァルプルギス（『ガンダムエース』2017年10月号 - 2023年1月号）
- 機動戦士ガンダム ヴァルプルギスEVE（『ガンダムエース』2023年3月号 - 2025年7月号）

### 読み切り
- 砂漠のU.C.0079（『ガンダムエース』2011年11月号）
- ルル、スパイになる（原作：Cygames、『バーンブレイバーンA THE ANTHOLOGY』2024年[1]） - 『勇気爆発バーンブレイバーン』のアンソロジー寄稿作品。

### 書籍
- 『機動戦士ガンダムAGE First Evolution』、角川書店〈角川コミックス・エース〉2012年、全3巻
- 『機動戦士ガンダム U.C.0094 アクロス・ザ・スカイ』、KADOKAWA（旧角川書店）〈角川コミックス・エース〉2013年 - 2014年、全4巻
- 『機動戦士ガンダムUC 虹にのれなかった男』、KADOKAWA〈角川コミックス・エース〉2013年、全1巻
- 『機動戦士ガンダム U.C.0096 ラスト・サン』、KADOKAWA〈角川コミックス・エース〉2015年 - 2017年、全6巻
- 『機動戦士ガンダム ヴァルプルギス』、KADOKAWA〈角川コミックス・エース〉2018年 - 2022年、全10巻
- 『機動戦士ガンダム ヴァルプルギスEVE』、KADOKAWA〈角川コミックス・エース〉2023年 - 2025年、全4巻